# Oenopota obliqua
Oenopota obliqua är en snäckart som först beskrevs av Georg Ossian Sars 1878.  Oenopota obliqua ingår i släktet Oenopota och familjen kägelsnäckor. Inga underarter finns listade i Catalogue of Life.